# Ferrit (keramisk)
En kubisk ferrit är en substans med formeln MO•Fe2O3. M kan vara någon av metallerna Fe, Ni, Co, Mn, Mg, Cu, Ti, Cd eller Zn.
För användning som kärnmaterial i induktanser och transformatorer användes:
- Nickel-ferriter med M=Ni+Fe
- Nickel-Zink ferriter med M=Ni+Zn+Fe
- Mangan-Zink ferriter med M=Mn+Zn+Fe

Sådana material framställes genom sintring vid 1200-1400oC.
Permeabiliteten varierar med temperaturen. Typiska användningsområde för Mangan-Zink ferriter är kraftelektronik frekvenser från 10 kHZ till 10 MHz. Curietemperaturen för en mangan-zink ferrit är typiskt 220oC Typiska användningsområde för nickel-zink ferriter är drosslar för avstörningsändamål.

## Permanentmagneter
Till permanentmagneter kan användas BaO•6Fe2O3 eller SrO•6Fe2O3 med Curietemperaturer på 450-460 oC